# Victoria Ocampo
Pour les articles homonymes, voir Ocampo.
Victoria Ocampo Aguirre, née à Buenos Aires le 7 avril 1890 et morte le 27 janvier 1979 à Beccar, dans la province de Buenos Aires, est une écrivaine, essayiste, traductrice, éditrice et mécène argentine.
Née au sein d’une famille de la haute bourgeoisie, Victoria Ocampo reçoit une grande partie de son éducation en français. En 1924, elle publie son premier texte De Francesca à Beatrice avec l’appui de José Ortega y Gasset (1883-1952). Très jeune, elle participe aux premières manifestations des mouvements féministes et fonde en 1936 la Unión Argentina de Mujeres (l’Union des femmes argentines). Ses voyages autour du monde lui permettent d’entrer en contact avec les principales figures littéraires et intellectuelles de son époque tels que Rabindranath Tagore (1861-1941), Jules Supervielle (1884-1960), Jorge Luis Borges (1899-1986), Hermann von Keyserling (1880-1946). Encouragée par Waldo Frank et Eduardo Mallea (1903-1982), elle crée en 1931 la revue et maison d’édition Sur.

## Biographie

### Famille et jeunesse
Victoria Ocampo est l’aînée de six filles dont Silvina Ocampo (1903-1993), écrivaine qui a épousé Adolfo Bioy Casares (1914-1999). Pendant son enfance, Victoria Ocampo bénéficie de l’éducation propre à la haute bourgeoisie de l'époque, elle apprend le français, l’anglais et l’espagnol ainsi que la littérature, la religion et les mathématiques. En 1896, la famille part pendant un an en Europe où elle visite les villes de Paris, Londres, Genève et Rome.
Dès son retour à Buenos Aires, Victoria Ocampo s’intéresse à la littérature et commence à lire divers auteurs tels que Jules Verne, Arthur Conan Doyle, Charles Dickens, Guy de Maupassant, Daniel Defoe, Victor Hugo, Oscar Wilde et Edgar Allan Poe. En 1901, elle commence à écrire des articles et de petits récits en français. Très attirée par le théâtre, elle veut devenir comédienne, chose à laquelle son père s’oppose.
En novembre 1908, la famille retourne à nouveau en Europe. Âgée de 18 ans, elle suit des cours au Collège de France et à la Sorbonne où elle étudie la philosophie, la littérature classique et l'anglais ainsi que l’histoire de l’Orient et l’œuvre de Dante et Nietzsche. Entre 1906 et 1911, elle entretient une amitié et des échanges épistolaires avec l’écrivaine Delfina Bunge (1881-1952). En 1912, elle se marie avec Luis Bernardo de Estrada.
Pendant leur voyage de noces à Paris, elle rencontre le cousin de son mari, Julián Martínez, diplomate de quinze ans son aîné, dont elle s'éprend. En 1920, elle s’installe pendant quelques mois à Mar del Plata avec Martínez, mais leur liaison prend fin quelques mois après[réf. souhaitée], |au bout de 13 ans de relation.[réf. à confirmer] Victoria Ocampo raconte l’histoire de cet amour dans son livre Le Rameau de Salzbourg.

### Débuts littéraires
En 1920, elle publie son premier article dans le journal La Nación sur Dante. L’arrivée de José Ortega y Gasset en Argentine en 1916 marque le début de leur amitié. Cette rencontre joue un rôle important dans la prise de conscience et dans le choix linguistique de Victoria Ocampo qui décide d’adopter l’espagnol comme : « matière littéraire ». Jusqu’en 1930, elle écrit tous ses articles en français. En 1924, elle publie De Francesca à Beatrice, traduit par Ricardo Baeza au sein de la Revista de Occidente. Son amitié avec José Ortega y Gasset , qui l’appelle « la Gioconde de la Pampa » s’effrite pour des motifs personnels, mais reprend à nouveau au début des années 30 avec la fondation de la revue Sur.

### Rencontre avec Rabindranath Tagore (1861-1941)

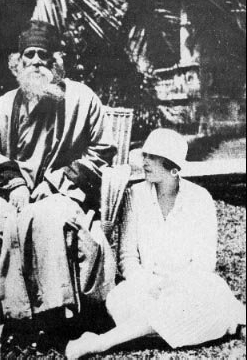
Victoria Ocampo et Rabindranath Tagore, en 1924, au parc de Miralrío.

En 1924, elle écrit un article sur Rabindranath Tagore intitulé « La alegría de leer a Rabindranath Tagore » (« Le bonheur de lire Rabindranath Tagore »). La même année, Tagore arrive à Buenos Aires. Victoria Ocampo lui rend visite dans son hôtel et l’invite à devenir son hôte à la villa Ocampo.
Face à l’opposition de ses parents, Ocampo loue la villa « Miralrío », propriété du mari de l’une de ses cousines. La visite de Tagore se prolonge pendant deux mois période pendant laquelle leur amitié s’approfondit. Après le départ de Tagore, ils entretiennent des échanges épistolaires. En 1930, ils se retrouvent à Paris pour la dernière fois à l’occasion de l’exposition des peintures d’Ocampo à la galerie Pigalle.

### Relation avec Pierre Drieu la Rochelle (1893-1945)
En 1929, Pierre Drieu la Rochelle rencontre Victoria Ocampo lors d’un déjeuner. À la suite d'une deuxième rencontre, ils se voient de manière fréquente dans Paris. Ils se rendent ensemble en Normandie, avant le départ d’Ocampo vers l’Espagne. Drieu écrit à celle qui lui a inspiré Camilla dans L'Homme à cheval : « Je regretterai toute ma vie de n'avoir pas été ton amant pour la vie. Ç'aurait été profondément magnifique et grand. »
En mai 1932, Drieu arrive à Buenos Aires, invité par Sur. Dans la ville, il noue une solide amitié avec Jorge Luis Borges. Encouragé par Ocampo, Drieu entreprend une tournée en Argentine où il parle de thèmes tels que la crise démocratique. Après s’être engagé en faveur du fascisme et de la collaboration avec le régime nazi, Drieu La Rochelle se suicide le 16 mars 1945. Ocampo est l’une des trois personnes avec André Malraux à avoir eu accès à son testament.

### La création deSur
Lors d’une conférence sur Charlie Chaplin, Victoria Ocampo rencontre l’écrivain américain Waldo Frank qui l’invite aux États-Unis. Ocampo entreprend une série de voyages aux États-Unis pendant les années 1930, où elle rencontre Jacques Lacan, Ramón Gómez de la Serna, Sergueï Eisenstein et Le Corbusier.
Waldo Frank suggère à Ocampo de fonder une revue littéraire qui traite de problématiques littéraires de leur époque. Au moment où Ocampo partage avec son père son envie d’entreprendre ce projet, celui-ci lui répond : "Tu vas couler, Victoria".
Le 1er janvier 1931 apparaît le premier exemplaire de Sur avec la participation de Drieu la Rochelle, Jorge Luis Borges, Waldo Frank, Walter Gropius, Eugenio d'Ors, entre autres. Tiré à 4 000 exemplaires et distribué en Argentine, Paris et Madrid, le premier numéro est vite épuisé. Très vite, des groupes nationalistes attaquent la publication, notamment à cause de nombreuses personnalités étrangères qu’y participent et accusent Ocampo de vouloir satisfaire uniquement les lecteurs étrangers. En 1933, Ocampo est considérée comme persona non grata par la Curie romaine, en raison de son amitié avec des personnes considérées comme des ennemies de l’Église tels que Tagore, Krishnamurti et Malraux.
En 1933, Victoria Ocampo fonde la maison d’édition Sur, afin de faire connaître la littérature étrangère en Argentine. La même année, la maison d’édition publie pour la première fois l’œuvre de D. H. Lawrence, ainsi que le Romancero gitano de Federico García Lorca, Contrepoint d’Aldous Huxley. En 1936, la maison d’édition publie La Condition humaine d’André Malraux et l’année suivante Orlando et Une chambre à soi de Virginia Woolf, traduits par Borges. Ocampo participe à la traduction des auteurs tels qu'Albert Camus, Graham Greene, D. H. Lawrence et Dylan Thomas.

### L’Union argentine des femmes (Unión Argentina de Mujeres)
Dans son essai, La Femme et son expression publié en 1936, Victoria Ocampo s’interroge sur la marginalisation des femmes au sein du patriarcat et sur son propre rapport à la culture moderne.
Cette même année, elle fonde l'Unión Argentina de Mujeres avec l’écrivaine communiste María Rosa Oliver. L’organisation lutte de manière active contre la réforme de la loi 11 357 qui cherche à supprimer les droits civils obtenus en 1926 et qui permettent aux femmes mariées de pouvoir disposer de leur personne et de leurs biens. En août 1936, Ocampo prononce un discours à la radio, transmis simultanément en Espagne, où elle fait appel à une solidarité internationale entre femmes. L’Union des femmes argentines obtient l’abandon de cette réforme.

### Engagement pendant la Seconde Guerre mondiale
Victoria Ocampo prend part à plusieurs groupes de soutien aux réfugiés de la Seconde Guerre mondiale, de la même manière qu’elle avait apporté son aide aux réfugiés de la guerre d'Espagne. C’est grâce à son invitation que la photographe Gisèle Freund échappe à la Gestapo en 1941. De même, elle invita à trois reprises à Buenos Aires le poète roumain Benjamin Fondane qui meurt gazé à Auschwitz à l’âge de 46 ans. Pendant six ans, Victoria Ocampo offre son aide à Roger Caillois arrivé en Argentine en 1938 à son invitation. Pendant cette période, Ocampo propose à Caillois de diriger la revue Les Lettres nouvelles qui présente des écrivains de la France libre. À l'occasion de la libération de Paris, Ocampo se joint à la manifestation de femmes en soutien aux alliés à Buenos Aires réprimée par Juan Domingo Perón. En 1946, Victoria Ocampo, invitée par le gouvernement britannique, est la seule latino-américaine à assister au procès de Nuremberg.

### Péronisme et arrestation
Victoria Ocampo a toujours manifesté son hostilité envers Juan Perón. À l’annonce de la loi pour le suffrage féminin, elle manifeste son indignation face à l’obtention de ce droit de la part d’un gouvernement qu’elle considère comme antidémocratique. Le 8 mai 1953, moins d’un mois après l’explosion de deux bombes sur la place de Mai pendant une manifestation organisée par la Confédération générale du travail de la République argentine (CGT), Victoria Ocampo est mise en détention et sa maison est perquisitionnée. La nouvelle de son arrestation suscite une vive émotion au niveau international. Aldous Huxley et Waldo Frank animent le Comité International pour la libération des intellectuels argentins. À la demande de l'avocate Victoria Kent, Albert Camus fédère un groupe pour demander sa libération. Le premier ministre indien Jawaharlal Nehru et le prix Nobel de littérature Gabriela Mistral envoient tous deux un télégramme à Perón afin d’exiger sa libération. Le 2 juin, après 26 jours de prison, Victoria Ocampo est libérée.

### Reconnaissance institutionnelle et dernières années
En 1958, elle est nommée présidente du Fonds national d’arts. En 1962, elle est décorée de l’ordre des Arts et des Lettres français et un hommage lui est rendu par ses collaborateurs, admirateurs et amis, auquel participent Graham Greene, Jacques Maritain, Le Corbusier, Marguerite Yourcenar et T.S.Eliot. En 1965, elle est décorée par la reine Élisabeth II de l’ordre de l’Empire britannique. En 1967, elle devient docteur honoris causa de l’université Harvard. En juin 1977, elle devient la première femme à être élue à l’Académie argentine des lettres.
Victoria Ocampo meurt le 27 janvier 1979, à l’âge de 88 ans, des suites d’un cancer.

## Œuvre
Victoria Ocampo privilégie la dimension autobiographique sur la dimension esthétique. La relation entre l’écrivain, la littérature et la vie est l’un des topos de ses livres qui s’appuient sur l’expérience et la subjectivité. À ce propos, dans l’une de ses lettres, Julio Cortázar lui dit : 

« Vous n'avez jamais eu peur du je, parce que vous êtes si passionnément attentive au tu, où le je prends un sens. »

### Œuvres publiées en français
- De Francesca à Béatrice, à travers la Divine Comédie, éditions Bossard, 1926 (OCLC 11324180)
- Correspondance Victoria Ocampo-Roger Caillois (lettres rassemblées et présentées par Odile Felgine, avec la collaboration de Laura Ayerza de Castilho), Paris, Stock, 1997
- Drieu, traduit de l'espagnol par André Gabastou, préface de Julien Hervier, éd. Bartillat, 153 p.
- Le Rameau de Salzbourg, traduit de l'espagnol par André Gabastou, éd. Bartillat
- Lettres d'un amour défunt : Correspondance 1929-1945 (correspondance avec Pierre Drieu la Rochelle), éd. Bartillat, 2009, prix Sévigné 2010[6]
- Vies croisées de Victoria Ocampo et Ernest Ansermet : correspondance 1924-1969  (publié par Jean-Jacques Langendorf), Paris, Buchet/Chastel, 2005, 357 p. (ISBN 2-283-02149-9, OCLC 420628006, BNF 40077993)
- En témoignage, traduit de l'espagnol par Anne Picard, Des femmes-Antoinette Fouque, 2012
- « Dialogue », entretien, textes rares, lettres inédites, Jorge Luis Borges, Victoria Ocampo, préface de Maria Kodama, introduction d'Odile Felgine, traduction d'André Gabastou, Bartillat/Sur, Paris, 2014
- Le vert paradis : Et autres écrits, avec Silvia Baron Supervielle , Éditions Vendémiaire , 2023  (ISBN 9782363583994)